# Maxime de Césarée
Ne doit pas être confondu avec Maxime de Rome.
Saint Maxime de Césarée est un saint de l'antiquité romaine du IIIe siècle dont l'histoire est confuse. Il aurait été un chorévêque en Cappadoce où il serait mort martyr.

## Biographie
Très peu d'informations nous sont parvenu de ce martyr chrétien du IIIe siècle. Le plus probable est qu'il était un chorévêque (c'est-à-dire un évêque sans ville d'attribution, mais parcourant les campagnes) dans la zone de la Turquie actuelle. Il aurait subi le martyre en Cappadoce,,.
Pour étoffer sa biographie, certains ont écrit qu'il était le prêtre et martyr qui apparaît dans la vie du pape Saint Antère (mort en 236).
D'autres chroniqueurs le rapprochent d'un personnage de légende : un secrétaire du consule Valérien à Rome autour de l'an 256. Maxime se serait alors infiltré, pour l'autorité romaine, dans un groupe de chrétiens qui se réunissaient sur le mont Caelius. La légende dorée rapporte que lors d'une réunion « il fut brusquement saisi par le démon, qui le jeta par terre » et Maxime dit alors à l'assemblée : « Hommes de Dieu, je vous trahis et je vois sur moi un feu très sombre ; priez pour moi car je souffre de ce feu ». À la prière des chrétiens, il fut guéri et il demanda le baptême. Le pape Étienne Ier lui-même lui confèra le baptême. Mais un mois plus tard, son supérieur Valérien, s'étonnant de son absence le fit recherché. Apprenant qu'il s'était convertit au christianisme, il le fit jeter dans le Tibre. Mais le prêtre Eusèbe récupéra son corps et le fit ensevelir dans la catacombe de Saint-Calixte.

## Mémoire et culte
La mémoire de saint Maxime est parfois célébrée comme une mémoire facultative le 19 novembre,.